# Andreu Codonyer i Monzó
Andreu Codonyer i Monzó (Benetússer, Horta Sud, 1819 - 189?) va ser un escriptor i poeta valencià del segle xix. Conreà especialment la faula i l'epigrama i a causa de la seua biografia apareix especialment lligat a la localitat de Quatretonda.

## Biografia
Fill de Tomás Codoñer i Josefa María Monzó, ambdós naturals de Massanassa, va nàixer a Benetússer, l'any 1819, encara que la família es traslladà per motius econòmics a Massanassa. Estudià les primeres lletres a les Escoles Pies de València, on va tenir com a professor el poeta Joan Arolas. En finalitzar els estudis bàsics, cursà magisteri a l'Escola Normal de València i va ser destinat a la localitat de Quatretonda, on exercí el seu magisteri fins a la seua jubilació. Allà mateix es casà amb Rita Miralles, una mestra que treballava al mateix poble.
Pel testimoni de Constantí Llombart, sabem que el mestre Codonyer tingué un paper important en els anys de formació del jove Carmel Navarro, i en la creació de Lo Rat Penat. Segons afirma Codonyer en la introducció a "Una velá de broma", la lectura de Bernat i Baldoví (segurament de La Donsayna, revista a la qual potser estava subscrit) va animar-lo a escriure en valencià, de mode que el mestre de Quatretonda podria ésser el pont o l'esglaó directe que connectara generacionalment l'escriptor de Sueca amb la generació que va capitanejar Llombart, ja en els anys setanta del segle xix.
Del perfil ideològic de Codonyer sabem poc. Per la documentació sabem que l'any 1873, enmig de la Revolució cantonal, va ser jutjat sota l'acusació de simpaties pel cartisme, acusació que va significar per a ell la pèrdua provisional del seu lloc de treball i la separació momentània del cos docent.
No ens ha pervingut l'any de defunció del mestre Codonyer, que a causa del seu prestigi literari i personal, té un carrer dedicat al seu poble, Massanassa el 1926, i una plaça a Quatretonda, on exercí la seua professió i on la seua figura conserva molt de prestigi.

## Obra
Publicà en diversos periòdics de l'època com ara "El Rubí", "El Cervantes" i "La primera enseñanza", tots publicats a la capital del Túria, i també en "El Maestrazgo" i "El Parte Diario", aquest darrer publicat a Alacant. En tots els casos seguí el corrent de poesia satírica i humorística, heretada de Josep Bernat i Baldoví o Josep Maria Bonilla, i compartida per alguns dels seus referents en llengua castellana com Bretón de los Herreros o Estanislao Aiguals de Izco. Fora d'aquest registre fragmentari, publicà dues obres de caràcter més seriós: "El amante de los maestros" (1891 i 1894), on es recullen 107 fàbules morals. conjunt de faules en castellà publicat l'any 1894. Dins el gènere de l'epigrama, pel qual mostrà predilecció, publicà "Una velà en broma", col·lecció d'epigrames en valencià on es recullen 103 poemes, i aportà col·laboracions puntuals al Calendari de Lo Rat Penat i a les obres col·lectives, també dirigides per Constantí Llombart, "Niu d'abelles" i "Abelles i abellerols" (1878). Com a curiositat, podem destacar que al llarg de més de vint anys mantingué també un intens epistolari en vers amb el seu amic i també poeta Joan Baptista Burguet. Pel que fa a la seva obra com a fabulista, Castanyer ha estat considerat un dels fabulistes més destacats del segle xix.